# Inga Alsiņa
Inga Alsiņa (Cēsis, 18 september 1979) is een Lets actrice. Zij is actief sinds 2002 en speelde onder andere in de film Sapņu komanda 1935.

## Filmografie
- Pa ceļam aizejot, 2002
- Sauja lozu, 2002
- Negribu, negribu, negribu!..., 2003
- Man patīk, ka meitene skumst, 2005
- Sapņu komanda 1935, 2012